# Canthocamptus sublaevis
Canthocamptus sublaevis é uma espécie de crustáceo da família Canthocamptidae.
É endémica da Austrália.